# Безработица
Требуйте работы! Если вам не дают работы — требуйте хлеба! Если вам не дают хлеба — возьмите его сами!

Уровень безработицы в мире по состоянию на 2021 год

Безрабо́тица — наличие в стране людей, составляющих часть экономически активного населения, которые способны и желают трудиться, но не могут найти работу.
Согласно методологии Международной организации труда (МОТ) к безработным относят людей трудоспособного возраста, которые не имеют работы в течение некоторого периода времени, способны трудиться и предпринимают усилия по поиску работы, но не могут найти ее. В качестве работы может рассматриваться не только работа по найму, но и самозанятость. Для обеспечения международной сопоставимости данных, МОТ рекомендует относить к трудоспособным всех людей старше 15 лет. Однако подчеркивается, что каждая страна вправе самостоятельно выбирать возрастные критерии трудоспособности. Например, может быть установлен предельный возраст.
В России методику оценки уровня безработицы разрабатывает Росстат. Согласно официальным документам Росстата, трудоспособными считаются граждане в возрасте от 15 до 72 лет. Учащиеся, пенсионеры и инвалиды относятся к категории безработных, если они занимались поиском работы и были готовы приступить к ней.
В 2020 году по данным Международной организации труда в мире насчитывается 400 миллионов безработных (5,26 % населения планеты). Всплеск безработицы произошёл из-за влияния пандемии COVID-19. В Европейском союзе по данным исследовательского центра Европарламента самый высокий уровень безработицы среди молодежи до 25 лет на январь 2018 года наблюдался в Греции (43 %), Испании (36 %) и Италии (31,5 %).
В России в 2018 году по результатам исследования РИА Новости ситуация с безработицей неоднородна, и самый высокий индекс безработицы был зафиксирован в регионах Северного Кавказа, на Алтае и в Тыве.

## История
В традиционных обществах заработная плата за работу не выплачивалась, так как деньги вообще не использовались. Люди жили за счёт земли, и земля принадлежала всем, либо никому. Разделение труда было мало ощутимым. Когда были изобретены деньги и началось строительство городов, люди стали зависеть от них, покупая еду у продавцов, вместо того, чтобы выращивать, заниматься собирательством или охотиться самостоятельно. Зависимость от работы как от источника денег для приобретения еды и жилища является основой безработицы.
Количество исторических источников, посвящённых проблеме безработицы ограничено, так как наблюдения велись не всегда и не везде. В определённый исторический период индустриализация привела к отчуждению средств производства от работников и свела к минимуму возможность их самозанятости. Таким образом, работник, который, по каким-то причинам, не имел возможности устроиться на предприятие, не мог самого себя обеспечить работой и становился безработным. Ситуация усугубилась тем, что работники индивидуальных профессий, например врачи, фермеры, ранчеры, прядильщики, мелкие торговцы, стали образовывать крупные закрытые профессиональные объединения и тем, кто не входил в них, приходилось работать в условиях жёсткой конкуренции или становиться безработными.
Безработица как явление стала постепенно входить в экономическую мысль по мере усиления индустриализации и бюрократизации.

### История безработицы в Великобритании
Процесс формирования этого понятия можно рассматривать на примере Великобритании, так как там он был хорошо задокументирован. В XVI веке в Англии не делалось различий между бродягами и теми, у кого нет работы, все официально именовались постоянные попрошайки (Sturdy beggar) и рассматривались как лица, которых нужно наказать и выслать. Закрытие монастырей в 1530-х годах увеличило нищету, так как монастыри помогали бедным. Кроме того, во времена Тюдоров возросло население и усилился процесс огораживания. У безработных оставалось только два выхода — голодать или нарушать закон.
В 1535 году вышел закон, предусматривающий создание системы общественных работ для борьбы с безработицей, которая финансировалась за счёт налогов на прибыль и капитал. Вышедший в следующем году закон разрешал применять к бродягам телесные наказания.

## Учёт безработных

### Международные стандарты учета
Единые стандарты учета безработицы разрабатываются Международной организацией труда. Однако отдельные страны могут иметь свои особенности учета. Например, МОТ допускает изменение возрастных критериев отнесения к экономически активному населению. Различия уменьшают международную сопоставимость показателей.
Согласно методике МОТ, безработным считается человек в трудоспособном возрасте (старше 15 лет), который:
- не имеет работы в течение некоторого времени и не является самозанятым;
- имеет возможность работать или стать самозанятым;
- предпринимает усилия по поиску работы.

К безработным также относят людей, которые:
- не ищут работу, но готовятся начать поиск в будущем;
- заняты профессиональной подготовкой или переподготовкой и планируют приступить к работе в течение ближайших трех месяцев;
- собираются переехать в другую страну ради работы, но ждут переезда.

К категории занятых относят тех, кто имеет оплачиваемую работу по найму или является самозанятым. Занятые и безработные входят в состав рабочей силы (устаревшее название — экономически активное население).
МОТ рекомендует использовать опросы для оценки количества занятых и безработных, так как опросы позволяют получить оценки численности одновременно и по единой методике. Использование данных об официально зарегистрированных безработных трудно использовать для сопоставления с другими данными, полученными из опросов.

### Учёт в России
В России критерием трудоспособности является возраст от 15 до 72 лет. Учёт безработного населения ведётся двумя методами:
- по данным Министерства труда и социальной защиты Российской Федерации на основании обращений безработных в службу занятости. Поскольку у значительной части населения отсутствует стимул к регистрации своего статуса как безработного, сводные данные являются некорректными. Такие сводные данные публикуются в статистических сборниках справочно[11].
- по данным обследования населения по проблемам занятости, которое проводится Росстатом по методике МОТ. До сентября 2009 года оно было ежеквартальным, а начиная с сентября 2009 года оно стало ежемесячным. Объём выборки для обследований определён в размере 0,06 % численности населения в возрасте 15-72 лет на квартал и 0,24 % — на год. В качестве основы выборки используются материалы переписи населения. Размер общероссийской выборки составляет около 260 тыс. чел. (приблизительно 120 тыс. домашних хозяйств), что соответствует 0,24 % численности населения данного возраста. Ежеквартально в целом по России обследуются около 65 тыс. лиц в возрасте 15-72 лет (около 30 тыс. домашних хозяйств), или 0,06 % от численности населения данного возраста.Уровень безработицы в странах ЕС, Исландии и Норвегии по состоянию на март 2017 года (Евростат)

Уровень безработицы в странах ЕС, Исландии и Норвегии по состоянию на март 2017 года (Евростат)

### Европейский союз (Евростат)
Евростат ― статистическое управление Европейского союза, ― определяет безработных как лиц в возрасте от 15 до 74 лет, не имеющих трудоустройства, находящихся в поиске работы в течение последних четырёх недель и готовых начать работу в течение двух недель, что соответствует стандартам МОТ. Евростат ведёт учёт как фактического количества безработных, так и уровней безработицы в странах ЕС. Статистические данные доступны по странам-членам Европейского союза в целом (EU28), а также по Еврозоне (EA19). Евростат также выделяет долгосрочный уровень безработицы, который определяется как количество безработных, которые пребывают в таком состоянии более одного года.
Основным источником информации для Евростата является программа Исследования рабочей силы Европейского Союза (EU-LFS). Она собирает данные обо всех государствах-членах каждый квартал. Для ежемесячных расчётов используются национальные обследования или национальные реестры бюро по трудоустройству в сочетании с ежеквартальными данными EU-LFS. Точный расчёт для отдельных стран, приводящий к согласованным ежемесячным оценкам, зависит от доступности этих данных.

## Оценка уровня безработицы

### Уровень безработицы
Уровень безработицы оценивается как отношение численности безработных к общей численности экономически активного населения. Чаще всего выражается в процентах. Уровень безработицы также может оцениваться среди отдельных групп населения (безработица среди женщин, молодёжи, сельского населения и т. д.).
{\displaystyle UR={\frac {U}{LF}}\cdot 100={\frac {U}{U+E}}\cdot 100},
где {\displaystyle U} — численность безработных; {\displaystyle LF} — численность экономически активного населения (рабочей силы); {\displaystyle E} — численность занятых.
Противоположным показателем является уровень занятости, который оценивается как отношение численности занятых к общей численности экономически активного населения:
{\displaystyle UR={\frac {E}{LF}}\cdot 100={\frac {E}{U+E}}\cdot 100},
где {\displaystyle U} — численность безработных; {\displaystyle LF} — численность экономически активного населения (рабочей силы); {\displaystyle E} — численность занятых.
В сумме показатели уровня безработицы и уровня занятости составляют 100 %.
По данным Международной организации труда, в 2019 году самый высокий уровень безработицы наблюдался в Южной Африке (28,2 %), а самый низкий в Катаре (0,1 %). В России уровень безработицы составлял 4,6 %.

### Уровень участия в составе рабочей силы
Кроме уровня безработицы, оценивается также уровень участия в составе рабочей силы, который отражает долю населения страны трудоспособного возраста, которое активно участвует в деятельности рынка труда, работая или пребывая в поисках работы. Уровень участия оценивается как отношение численности экономического активного населения в общей численности населения трудоспособного возраста.
{\displaystyle UR={\frac {LF}{P}}\cdot 100},
где {\displaystyle LF} — численность экономически активного населения (рабочей силы); {\displaystyle P} — численность трудоспособного населения.
Уровень участия в рабочей силе является важным показателем, так как люди, теряющие работу, могут перестать ее искать по психологическим причинам и не будут считаться безработными.
По данным Международной организации труда, наиболее в 2019 году самый высокий уровень участия в рабочей силе наблюдался в Катаре (87,7 %), а самый низкий в Иордании (39,1 %). В России уровень участия составлял 74,41 %.

## Виды безработицы
В экономике общий уровень безработицы рассматривают как сумму двух основных компонентов: естественной и циклической. Естественная безработица в свою очередь делится на фрикционную и структурную. Естественная безработица носит долгосрочный характер. Циклическая безработица зависит от фазы экономического цикла.

### По добровольности
В зависимости от мотива различают добровольную и вынужденную безработицу.
Добровольная безработица связана с нежеланием людей работать, когда заработная плата невысока и не создает достаточных стимулов для найма на работу или для ее поиска. Добровольный отказ может приводить к тому, что человек совсем перестанет искать работу и выйдет из состава экономически активного населения. В этом случае уровень участия в рабочей силе снизится. К добровольной безработице относят фрикционную безработицу, которая возникает в результате увольнения по собственному желанию ради поиска нового места работы, которое устраивает его в большей степени, нежели прежнее. В период между увольнением и новым наймом человек попадает в категорию безработных. Добровольное увольнение может быть связано с переездом в другую местность.
Вынужденная безработица (безработица ожидания) возникает тогда, когда работник может и хочет работать при данном уровне заработной платы, но не может найти работу. Причиной может являться, например,
номинальная или реальная жесткость заработной платы. Если реальная зарплата находится выше конкурентного уровня, соответствующего равновесию спроса и предложения на совершенно конкурентном рынке, то предложение на рынке труда превышает спрос на него. Количество претендентов на ограниченное число рабочих мест увеличивается, а вероятность реального трудоустройства уменьшается, что повышает уровень безработицы.

### По категориям населения
Безработица может различаться в зависимости от различных групп населения. Выделяют маргинальную безработицу — безработицу среди слабо защищённых слоёв населения (молодёжи, инвалидов) и социальных низов. В ее составе выделяют также молодежную безработицу среди групп в возрасте от 18 до 25 лет. Выделение безработицы среди различных групп населения может быть важным по социальным причинам.

### По степени наблюдаемости
- Зарегистрированная безработица включает в себя незанятое население, занимающееся поиском работы и официально поставленное на учёт в государственных органах, в том числе получающее пособие по безработице.
- Скрытая безработица включает в себя следующие категории.
  - формально занятые, но фактически безработные лица; в результате спада производства рабочая сила используется не полностью, но и не увольняется[19].
  - незарегистрированные в качестве безработных. Отчасти скрытая безработица представлена людьми, переставшими искать работу[20].

## Последствия безработицы

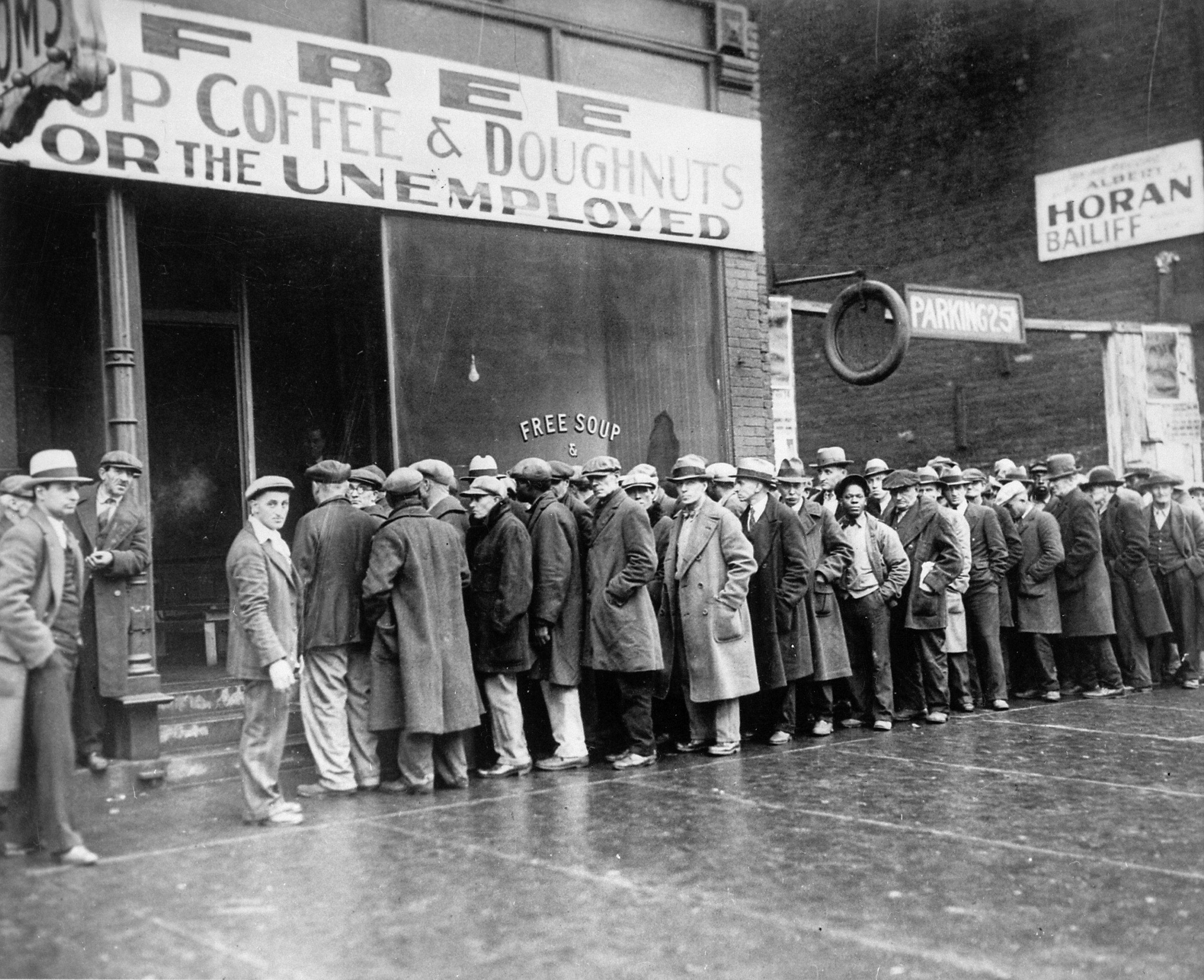
Безработные мужчины в очереди за бесплатным супом (Чикаго, 1931 год)

Безработица влечет за собой ряд негативных последствий как для отдельных экономических агентов на микроуровне, так и для экономики на макроуровне.
Последствия на микроуровне.
1. Снижение располагаемых доходов и сбережений. Например, снижаются пенсионные накопления, что подрывает благосостояние в будущем.
2. Потеря квалификации из-за вынужденного простоя.
3. Возникновение эффекта гистерезиса на рынке труда, когда работники покидают экономически активное население во время кризиса и больше не возвращаются к поиску работы, предпочитая жить на пособие.

На психологическом уровне для конкретного человека потеря работы может обернуться личностным кризисом. «Безработный, пусть даже он обеспечен достойным пособием, опасен. Особенно в России», — отмечает академик РАН Виктор В. Ивантер.
Последствия на макроуровне.
1. Недополученный выпуск, возникающий из-за отклонения фактического ВВП от потенциального в результате неполного использования совокупной рабочей силы (см. Закон Оукена).
2. Сокращение доходной части федерального бюджета в результате уменьшения налоговых поступлений.
3. Рост общественных затрат на защиту работников от потерь, вызванных безработицей: выплату пособий, реализацию программ по стимулированию роста занятости, профессиональную переподготовку и трудоустройство безработных и т. д.

## Естественный уровень безработицы

### Определение
Естественная безработица — это безработица, возникающая в состоянии долгосрочного равновесия в экономике (отсутствие значительных экономических шоков, приводящих к спадам и подъемам в экономике). Гипотеза о существовании естественной безработицы была предложена независимо друг от друга Эдмундом Фелпсом и Милтоном Фридманом в связи с оценкой возможных последствий денежно-кредитной политики. Под естественным уровнем Фелпс и Фридман понимали такой уровень, который не приводит к ускорению инфляции (NAIRU).
Причинами появления естественной безработицы могут быть несовершенства рынка, связанные с небольшими случайными колебаниями спроса на товары и услуги и, как следствие, колебаниями спроса на рабочую силу. Естественная безработица также может возникать из-за несовершенства информации. Поиск информации о вакансиях или кандидатах на вакансии требует времени и усилий, отбор на вакансию занимает некоторое время и т. д. Естественная безработица также включает в себя стимулирующую безработицу.

### Стимулирующая безработица
Стимулирующая безработица является следствием того, что работодатель устанавливает эффективную ставку заработной платы, которая превышает ставку конкурентного рынка. Эффективная ставка возникает вследствие информационной асимметрии. Если усилия работника не являются наблюдаемыми, то работодатель не может полностью проконтролировать качество выполнения работы. Тогда установление повышенной заработной платы может служить дополнительным стимулом к труду. Однако повышение заработной платы приводит к возникновению дополнительной безработицы, так как количество желающих получить рабочее место оказывается больше числа вакансий. Появление дополнительной безработицы создает дополнительные стимулы к труду, так как в случае увольнения поиск нового места работы займет больше времени. Стимулирующая безработица также является следствием несовершенства рынка (информационной асимметрии).

### Оценка уровня естественной безработицы
Естественный уровень безработицы — это такое состояние экономики, при котором отсутствует циклическая безработица при наличии структурной и фрикционной, а также стимулирующей. Уровень естественной безработицы специфичен для каждой экономики и зависит от особенностей долгосрочного экономического равновесия, при котором ожидаемый уровень инфляции равен действительному её уровню. Попыткой описать зависимость уровней инфляции и безработицы является кривая Филлипса. Однако существование прямой зависимости в широких временных рамках между этими величинами Фридманом и Филлипсом отрицается. По их утверждению уровень инфляции зависит главным образом от денежной массы, а уровень безработицы в свою очередь стремится к уровню естественной безработицы.
Если уровень безработицы соответствует естественному уровню, то говорят о наличии «полной занятости» в экономике. Безработица в этом случае не равна нулю, однако в силу ее естественного характера возможности государства повлиять сильно ограничены.

## Страхование рисков безработицы
Государственная политика экономически развитых стран включает меры по страхованию рисков безработицы.
В основе национальных систем поддержки граждан в случае безработицы лежат такие механизмы соцзащиты, как обязательное социальное страхование и вспомоществование.
В первом случае размер страхового пособия сопоставим с размером зарплаты застрахованного лица, а период выплат зависит от длительности предшествовавшей занятости. Во втором — безработный получает пособие, размер которого сопоставим с прожиточным минимумом.
Национальные системы социальной поддержки безработных граждан могут как сочетать оба механизма (например, Австрия, Швеция, Бельгия, Италия, Германия, Франция), так и применять только один из них (Греция и Португалия — только страхование, Украина — только пособие).
Страхование, связанное с потерей работы, является обязательным по закону в большинстве западноевропейских стран. В Дании, Швеции и Финляндии используется добровольно-факультативное страхование, основанное на соглашениях между работодателями и профсоюзами.
В России страховые компании активно развивают коммерческое страхование рисков потери работы. Во время экономического кризиса 2008—2009 годов рассматривались предложения о введении в России обязательного страхования на случай потери работы (за счёт работодателей или из бюджетных средств), но они так и не были реализованы.

## Безработица среди молодежи
Согласно исследованиям, проводимым в 2018 году, самый низкий уровень безработицы среди молодежи в Австрии и Германии, самый высокий — в Греции и Испании. В Евросоюзе для характеристики безработицы используют два показателя: «уровень безработицы среди молодежи» и «NEET rate», который показывает ту часть молодых людей, которые не учатся и не работают. Считается, что высокий уровень безработицы вызван жестким делением рынка труда на две части — занятость для тех, кому от 15 до 24 лет, и тех, кто старше 25 лет. Для этих двух категорий существуют различия в формах трудового контракта, который оформляется при приеме людей на работу. Молодых людей, которые работают в Хорватии, Швеции, Германии, Польше, Испании, Португалии, Словении, Франции по временным контрактам больше половины от всей работающей молодежи. Те, кто старше 25 лет, намного реже работают по временным контрактам.